# Friedrich Fueter
Friedrich Fueter (ausgesprochen [fuətər]; * 14. Januar 1802 in Bern; † 26. November 1858 in Préfargier bei Marin-Epagnier) war ein Schweizer Politiker. Von 1848 bis 1857 gehörte er dem Nationalrat an, von 1850 bis 1858 war er Regierungsrat.

## Biografie
Fueter entstammte einem alteingesessenen, regimentsfähigen Geschlecht der Burgergemeinde Bern. Sein Vater war Münzmeister und ermöglichte ihm eine kaufmännische Ausbildung. Seine Tochter Adele Katharina war mit dem Berner Geistlichen und Hochschullehrer Albrecht Rudolf Rüetschi verheiratet. 
Fueter führte danach ein Eisenhandelsgeschäft. Er hatte im Militär den Rang eines Majors und war in den 1840er Jahren Präsident der Baukommission der Stadt Bern. 1846 wurde er in den Grossen Rat des Kantons Bern gewählt und gehörte der konservativen Opposition an. 
Im Oktober 1848 kandidierte Fueter bei den ersten Nationalratswahlen und wurde im Wahlkreis Mittelland gewählt. Im Nationalrat sass er bis 1857. Als die Konservativen 1850 im Kanton Bern vorübergehend an die Macht gelangten, wählte der Grosse Rat ihn in die Kantonsregierung. Als Regierungsrat war Fueter für das Ressort Finanzen zuständig. Dabei gelang es ihm, den defizitären Staatshaushalt wieder ins Gleichgewicht zu bringen. Durch seinen übermässigen Einsatz verausgabte er sich so sehr, dass er 1858 in die Irrenanstalt Préfargier im Kanton Neuenburg eingeliefert werden musste, wo er wenig später verstarb.

## Nachweise
1. ↑  Hans Bickel, Christoph Landolt: Duden. Schweizerhochdeutsch. Wörterbuch der Standardsprache in der deutschen Schweiz. Hrsg. vom Schweizerischen Verein für die deutsche Sprache. Dudenverlag, Mannheim/Zürich 2012, S. 88.

| Personendaten    | Personendaten                 |
| ---------------- | ----------------------------- |
| NAME             | Fueter, Friedrich             |
| KURZBESCHREIBUNG | Schweizer Politiker           |
| GEBURTSDATUM     | 14. Januar 1802               |
| GEBURTSORT       | Bern                          |
| STERBEDATUM      | 26. November 1858             |
| STERBEORT        | Préfargier bei Marin-Epagnier |